# Boqueixón
Boqueixón è un comune spagnolo di 4 417 abitanti situato nella comunità autonoma della Galizia.
Boqueixón è la dicitura gallega, assunta ufficialmente dal 1985. Fino ad allora il comune si è chiamato Boqueijón, secondo la dicitura spagnola.

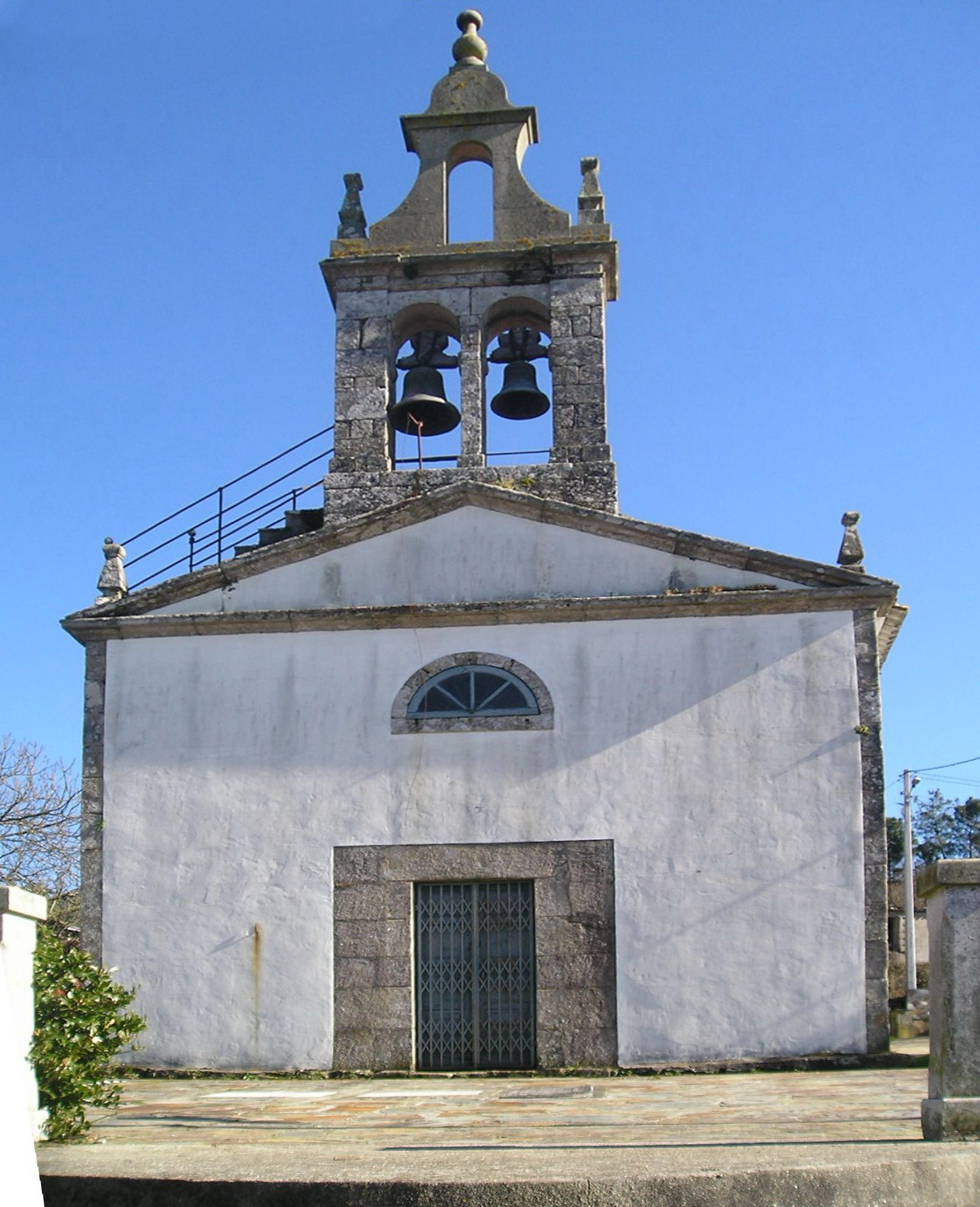
Chiesa di Santa Mariña